# Prolétaire ligne rouge
 (février 2018).
Si vous disposez d'ouvrages ou d'articles de référence ou si vous connaissez des sites web de qualité traitant du thème abordé ici, merci de compléter l'article en donnant les références utiles à sa vérifiabilité et en les liant à la section « Notes et références ».
Prolétaire ligne rouge (PLR) est un groupe maoïste français issu en 1970 de la fusion de Voix prolétarienne et de Ligne rouge.
Des militants de PLR participent avec d'autres militants du Secours rouge du 10e arrondissements à l'ouverture d'une librairie (L'Étincelle) en 1973 dans le 11e arrondissement de Paris, au 92 de la rue Oberkampf.
PLR est partagé entre deux tendances, l'une privilégiant le rôle du journal diffusé par le groupe, et l'autre privilégiant les luttes autonomes. Ce conflit aboutit en 1975 à l'éclatement de PLR. Les militants de la première tendance rejoignent alors le Parti communiste révolutionnaire (marxiste-léniniste).
Différents militants de PLR rejoindront l'Organisation communiste marxiste-léniniste – Voie prolétarienne à sa création en septembre 1976.